# Електричний класифікатор

Електричний класифікатор (рос. классификатор электрический, англ. electric classifier, нім. elektrischer Klassierer m) — у збагаченні корисних копалин — класифікатор, в якому вихідний матеріал розподіляється за крупністю в електростатичному полі або полі коронного розряду.